# Châtenois-les-Forges
Châtenois-les-Forges (niem. Kestenholz) – miejscowość i gmina we Francji, w regionie Burgundia-Franche-Comté, w departamencie Territoire de Belfort.
Według danych na rok 1990 gminę zamieszkiwało 2517 osób, a gęstość zaludnienia wynosiła 290 osób/km² (wśród 1786 gmin Franche-Comté Châtenois-les-Forges plasuje się na 59. miejscu pod względem liczby ludności, natomiast pod względem powierzchni na miejscu 516.).